# Geborsteldkeramiekcultuur

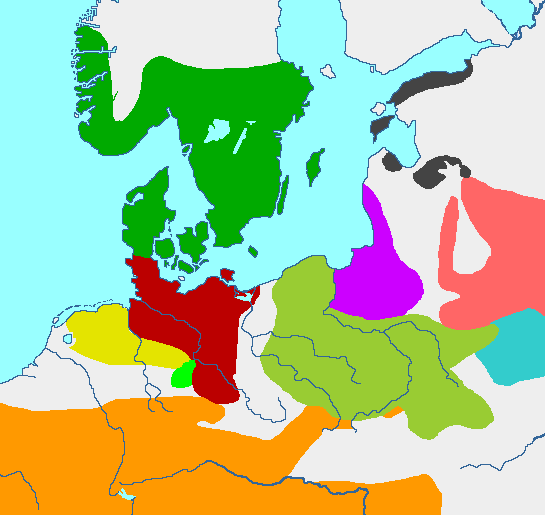
Europese vroege ijzertijd:
Geborsteldkeramiekcultuur
West-Baltische grafheuvelcultuur
Pommerse gezichtsurnencultuur
Milogradcultuur
Noordse ijzertijd
Jastorfcultuur
Harpstedt-Nienburg-groep
La Tènecultuur
Huisurnencultuur
Laat-Narvaculturen

De geborsteldkeramiekcultuur (Russisch: культура штрихованной керамики, koeltoera sjtrichovannoj keramiki, Engels: brushed pottery culture) is een archeologische cultuur van de ijzertijd (7e eeuw v.Chr. - 5e eeuw AD), in Oost-Litouwen, Zuidoost-Letland, en noordwestelijk en centraal Wit-Rusland. 
Ze wordt geassocieerd met de Proto-Litouwers, Selonen, Semgallen en Letgallen.

## Ontstaan
Aangenomen wordt dat de cultuur zich onder invloed van de touwbekercultuur vormde op basis van de lokale laat-neolithische Memelcultuur en late Narvacultuur. De cultuur was verwant aan de West-Baltische grafheuvelcultuur in het westen, en de Dnjepr-Dvinacultuur in het oosten.
De cultuur wordt onderverdeeld in een vroege en een late periode. In de late periode waren er culturele veranderingen geassocieerd met een ruime verspreiding van de metallurgie, contacten met het Romeinse Rijk, de uitbreiding van de cultuur naar het zuidoosten, en de invloed van de Zaroebyntsicultuur.
In het 2e kwartaal van de 5e eeuw werden veel van haar nederzettingen door brand verwoest. Archeologen hebben hierbij gelobde pijlpunten gevonden, karakteristiek voor de Hunnen. Hierna worden er in de gedateerde opgravingslagen geen sporen van de geborsteld keramiekcultuur meer gevonden. 
De cultuur wordt opgevolgd door de Oost-Litouwse grafheuvelcultuur en in haar zuidoostelijke verspreidingsgebied door de Toesjemljacultuur, waarvan ze een van de ontstaanscomponenten was.

## Cultuur
De nederzettingen waren 0,1-0,5 ha groot en aanvankelijk onversterkt, maar geleidelijk verschijnen er verdedigingswerken welke toenemen in omvang en complexiteit. De huizen bezaten meerdere kamers, onderverdeeld in drie delen, en hadden een paalconstructie. Later verschenen in haar zuidelijke verspreidingsgebied deels ondergrondse blokhuizen, hetgeen in verband wordt gebracht met de toestroom van mensen uit de Zaroebyntsicultuur.
De basis van de economie was brandlandbouw en veeteelt. Jacht en visserij speelden een ondersteunende rol. Tarwe, rogge, bonen, erwten en gierst werden verbouwd. Er werden varkens, schapen, paarden en rundvee gehouden. De weefkunst en metallurgie werden beoefend. Het aardewerk bestond voornamelijk uit handgevormde potten.
Waarschijnlijk bestond er een wijdverspreide berencultus, natuurgodsdienst, en de cultus van de Zon en vuur. 
Begravingen zijn tot nu toe niet gevonden. 